# Diretor de fotografia
O diretor de fotografia é o técnico de cinema responsável pela forma como o guião (Portugal) ou roteiro (Brasil) cinematográfico é transposto para a película ou vídeo, na forma de fotografia.
A produção é feita segundo as suas orientações técnicas. Consoante aquilo que é pretendido pelo realizador, o diretor de fotografia tenta manter um padrão técnico e artístico da imagem.
Para isso, o seu trabalho inclui a seleção, aprovação e direção de utilização do equipamento, como a câmara de filmar (ou câmera, no Brasil), o negativo (nos casos de um filme captado em película), a câmera de vídeo (nos casos de um filme captado em bitola digital), as lentes e filtros a usar e o equipamento de iluminação (que também pode ser por ele testado).
Em alguns casos, tem também a responsabilidade de examinar e aprovar os locais onde serão feitas as filmagens, trabalhando em conjunto com o diretor de arte (cenários, figurinos e objetos de cena), maquiadores (maquilhagem, em Portugal) e os continuístas, do ponto de vista da fotografia.

## Associações
A associação portuguesa de diretores de fotografia é a Associação de Imagem Cinema-Televisão Portuguesa (A.I.P.) e, no Brasil, há a Associação Brasileira de Cinematografia. A mais conhecida associação de diretores de fotografia do mundo é a American Society of Cinematographers (A.S.C.), sediada nos Estados Unidos da América.